# Hasan al-Basri
Hasan al-Basri, arab. الحسن البصري, (ur. 642/21 A.H. w Medynie, zm. 728/110 A.H. w Basrze) – wczesnomuzułmański mówca, teolog, asceta.
Był synem wyzwolonych perskich niewolników. Większość swojego życia spędził w Basrze, gdzie cieszył się ogromnym autorytetem ze względu na swoją pobożność i ascetyczny tryb życia oraz zdolności krasomówcze. Jako mówca był porównywany do Hadżdżadża ibn Jusufa. W swoim liście do kalifa Abd al-Malika bronił istnienia wolnej woli przeciwko zwolennikom predestynacji, argumentując m.in. że Bóg byłby niesprawiedliwy, gdyby żądał posłuszeństwa, a potem uniemożliwiał niektórym ludziom przestrzeganie jego nakazów. W związku z powyższym jest uważany za prekursora broniącego istnienia wolnej woli kadaryzmu, a także mutazylizmu. Pierwsi mutazylici, Wasil Ibn Ata i Amr Ibn Ubajd, byli jego uczniami. Ze względu na jego ascetyzm także późniejsi sufi widzieli w nim swojego poprzednika i często powoływali się na jego autorytet. Jezydzi uważają go za autora jednej z dwóch swoich świętych ksiąg, Mashaf Resz (Czarne Pismo Święte). Jako najczęściej cytowany przedstawiciel swojej generacji Hasan al-Basri jawi się jako najbardziej szanowany autorytet religijny okresu umajjadzkiego.